# Landrévarzec
Landrévarzec település Franciaországban, Finistère megyében. Lakosainak száma 1874 fő (2022. január 1.). Landrévarzec Briec, Cast, Plogonnec, Quéménéven és Quimper községekkel határos.

## Népesség
A település népességének változása:
| Lakosok száma | 1025 | 1240 | 1372 | 1560 | 1786 | 1827 | 1841 | 1850 | 1855 | 1874 |
|               | 1968 | 1982 | 1990 | 2006 | 2013 | 2015 | 2017 | 2019 | 2020 | 2022 |